# Teofipolský rajón
Teofipolský rajón (ukrajinsky Теофіпольський район) byl rajón v Chmelnycké oblasti na Ukrajině. Hlavním městem byl Teofipol a rajón měl přibližně 26 tisíc obyvatel. 

## Sídla v rajónu
- Teofipol
- Bazalija